# Dichocrocis penniger
Dichocrocis penniger là một loài bướm đêm trong họ Crambidae.